# Battaglia delle Porte di Traiano
La battaglia delle Porte di Traiano (in bulgaro Битка при Траянови Врата?, Bitka pri Trajanovi Vrata, in greco Μάχη στις Πύλες του Τραϊανού?, Machi stis Piles tu Traianu) fu una battaglia tra i bizantini e i bulgari, avvenuta nel 986.
Ebbe luogo nell'omonimo passo, nella provincia di Sofia, in Bulgaria. Fu la più grande sconfitta dei bizantini sotto l'impero di Basilio II Bulgaroctono. Dopo l'infruttoso assedio di Sofia, egli si ritirò in Tracia, ma venne circondato dall'esercito bulgaro comandato da Samuele di Bulgaria nelle montagne degli Antibalcani. L'esercito bizantino fu annientato e lo stesso Basilio fuggì con difficoltà.
Quindici anni dopo la caduta e la cattura della capitale bulgara Preslav, la vittoria alle porte di Traiano estese la serie di successi bulgari cominciata nel 976. In seguito lo zar Samuele spostò la capitale dalla nordorientale Preslav a Ocrida a sud-ovest. Il ricordo della grande vittoria su Basilio II fu preservato trenta anni più tardi, nell'iscrizione di Bitola di Ivan Vladislav (1015–1018), figlio di Aron.

## Contesto storico

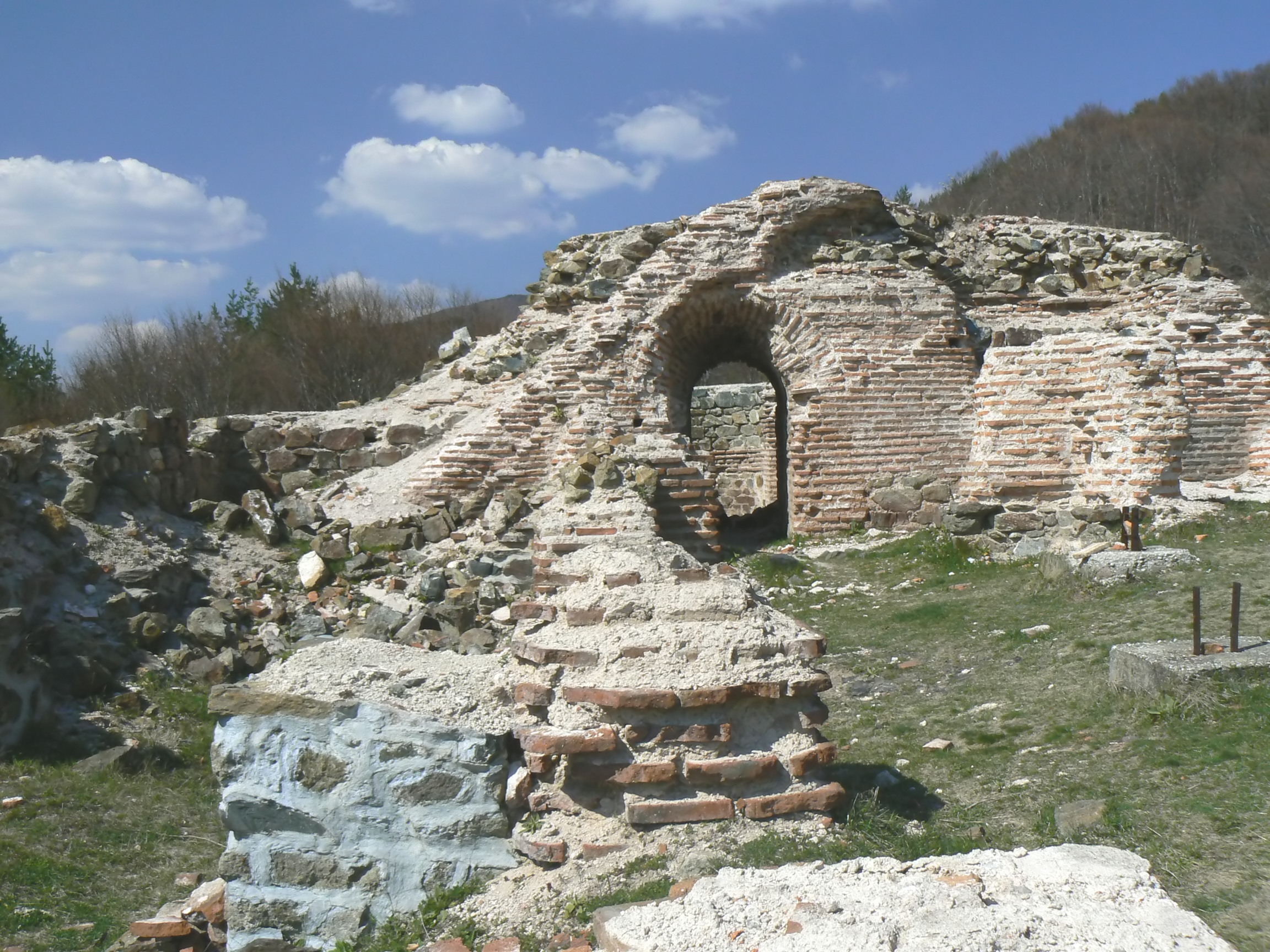
Rovine delle porte di Traiano

Nel 986 il nuovo energico basileus bizantino Basilio II (976-1025), decise di contrastare i successi riportati dall'esercito dell'Impero bulgaro nella regione dei Balcani. Dopo ampi preparativi, Basilio II lanciò una campagna nel cuore della Bulgaria, allo scopo di frammentare le forze dello zar Samuele, impegnate ad attaccare la Grecia meridionale. I guerrieri bizantini valicarono i monti nei dintorni di Ihtiman e assediarono Sofia nel 986 per venti giorni, malgrado gli attacchi si rivelarono infruttuosi e dalle pesanti ripercussioni. Più volte infatti i bulgari uscirono dalle porte della città, uccisero molti soldati nemici e catturarono animali da soma e cavalli. Alla fine, le truppe bulgare diedero alle fiamme le armi d'assedio dell'esercito nemico, costringendo Basilio II a ritirarsi in Tracia. La sera del 16 agosto 986 alcuni soldati bizantini avvistarono dall'accampamento un meteorite nel cielo, riferendo la notizia a Basilio II. L'evento fu interpretato come segno di un'imminente catastrofe, motivo per cui l'imperatore ordinò che nella mattinata successiva l'esercito accelerasse la ritirata.

## La battaglia
Mentre nella mattinata del 17 agosto transitavano attraverso una valle boscosa, i bizantini furono attaccati in un'imboscata dai bulgari, e, presi dal panico, totalmente sconfitti. Basilio II Bulgaroctono fu tra i pochi che sopravvissero (salvato dalla velocità del suo cavallo); il suo tesoro personale e la sua tenda furono presi dai bulgari.

## Conseguenze
L'Impero bizantino era appena uscito da dieci anni di guerra civile. In quel tempo, Samuele aveva reso indipendente la Bulgaria ed aveva invaso la Tessaglia e la Tracia, poi fu la volta della conquista della Serbia.